# Victoire de Castellane
Victoire de Castellane, née le 2 février 1962 à Neuilly-sur-Seine, est une créatrice de joaillerie française. Elle vit et travaille à Paris.
Elle commence sa carrière chez Chanel en 1984 au côté de Karl Lagerfeld, supervisant la collection de bijoux fantaisie pendant quatorze ans, puis est recrutée en 1998 par la Maison Christian Dior comme directrice artistique pour diriger son nouveau département « Joaillerie » créé la même année. Son travail personnel a été exposé dans des espaces d’art, à l’image de ses expositions Fleur d’excès, Animalvegetablemineral, qui se sont tenues respectivement à la galerie Gagosian  Paris en 2011 et Gagosian Londres et New York en 2014.

## Biographie

### Enfance
Victoire de Castellane appartient à la maison de Castellane, famille de la noblesse provençale dont les origines remontent au XIe siècle, comptant des barons féodaux, des croisés, des archevêques et des maréchaux. Ses parents divorcent quand elle a 2 ans. Victoire de Castellane est l’arrière-petite-nièce de Boniface dit Boni de Castellane. Elle déteste l'école. Scolarisée à l'Institut de l'Assomption (qu'elle décrit comme une prison mais où elle décroche le baccalauréat), dans le 16e arrondissement de Paris, elle est élevée en partie par sa grand-mère maternelle (Florine Dufour, qui vit avenue d'Eylau) et son oncle, Gilles Dufour, un des principaux collaborateurs de Karl Lagerfeld, d’abord chez Fendi puis chez Chanel.
Elle a souvent expliqué son amour de la joaillerie par le spectacle de sa grand-mère paternelle, Silvia Hennessy, née Rodríguez de Rivas, comtesse de Castilleja de Guzmán, « changeant ses bijoux plusieurs fois par jour, pour qu’ils s’accordent avec ses tenues. » Sa première incursion dans l’art de la joaillerie, à cinq ans, consista à démonter un bracelet porte-bonheur offert par sa mère pour en faire une paire de boucles d’oreille. À douze ans, elle créa sa première bague, réalisée avec l’or fondu des médailles religieuses offertes pour sa première communion.

### Débuts chez Chanel
Habituée avec son oncle Gilles Dufour de la boite de nuit parisienne Le Palace, (ainsi que du Bus Palladium, des Bains Douches ou encore de l'Élysée-Matignon), elle y côtoie la « génération palace ». Karl Lagerfeld la repère alors qu'elle est de passage chez Chanel et l'embauche en 1984 ; elle débute en tant qu’assistante de studio, afin de superviser le développement des bijoux fantaisie : elle dessine des accessoires et bijoux durant une quinzaine d'années et apporte son sens ludique de la mode aux bijoux fantaisies, utilisant des références aux dessins animés et à la culture pop. Il arrivait à Victoire de Castellane de défiler pour la Maison. Entre-temps, elle sort un disque Pas d'hélices pour un avion en 1987, chez Carrère.
Karl Lagerfeld Lagerfeld dit de Victoire de Castellane qu'« elle suit les règles qu'il préfère dans la vie : ne pas comparer, ne pas être en compétition. Vous la regardez et vous comprenez tout de suite ce qu'elle veut dire. ».

### Dior Joaillerie
En janvier 1998, Bernard Arnault, PDG de LVMH et de Christian Dior SA, annonce le lancement de la première ligne de joaillerie de la maison Christian Dior : Victoire de Castellane entre dans l'entreprise comme directrice artistique de la Joaillerie en 1998, deux ans après John Galliano ; en 1999, adepte de la fantaisie et du baroque, elle lance sa première collection.
Elle signe la montre D de Dior en 2003.
Mélangeant les styles, elle révolutionne l'univers conformiste de la joaillerie en cassant les codes habituels avec ses créations colorées à base d'animaux, d'insectes, beaucoup de fleurs « Je ne peux pas m’attacher à quelque chose qui meurt aussi vite, je fais donc des fleurs qui vivent éternellement », et aussi de plumes, de rubans, de nœuds, pour des bijoux souvent de grande taille : « Ma chance, c'est d'avoir eu carte blanche pour créer une joaillerie qui n'existait pas ». Les créations de Victoire de Castellane sont caractérisées par la combinaison de pierres précieuses classiques, telles que les diamants, les rubis, émeraudes et les saphirs, des pierres semi-précieuses, avec pour caractéristique une richesse de contrastes de ses créations qui présentent des éléments disproportionnées ou minuscules : Mimioui, avec un diamant solitaire monté sur une fine chaîne, a été conçue comme la plus petite bague au monde. Par opposition, la collection Incroyables et Merveilleuses en 1999 proposait des bagues de taille imposante, avec de grandes pierres de 80 carats, des morganites, rubellites, améthystes, aigues-marines ou des béryls naturels verts.
Elle apparait dans le film Marie Antoinette de Sofia Coppola en 2006, lors de la scène du bal.
En 2009, Victoire de Castellane a célébré son 10e anniversaire chez Dior Joaillerie avec la collection Reines et Rois. Chacune des vingt pièces – dix Reines et dix Rois – proposait un crâne en ronde-bosse, taillés dans des pierres ornementales souvent translucides, telles que la chrysolite, la calcédoine et le jade, ensuite habillées de colliers ou de couronnes incrustés de diamants. En 2011, elle a présenté la collection Bal des Roses, en hommage à la fleur préférée du couturier Christian Dior, au Musée Rodin à Paris. Elle proposait douze pièces uniques évoquant la vision de femmes assistant à un bal dans leurs plus belles tenues de couture. Chaque pièce portait le nom d’une robe Dior des années 1950.
En 2018, Dior dévoile les collections de Haute Joaillerie de Victoire de Castellane dans une rétrospective organisée selon trois des thèmes préférés de Christian Dior : la couture, les bals formels et les jardins, présentée au Musée d'Art Moderne de Paris. Parmi ces pièces, les visiteurs découvrent les créations de la nouvelle collection Dior Dior Dior, hommage à la dentelle et à la haute couture.
Chaque année, Victoire de Castellane crée pour Dior une collection de Haute Joaillerie et une de Moyenne Joaillerie. Elle conçoit également de nombreuses commandes spéciales pour des particuliers.

## Expositions
L'exposition, Fleur d’excès, se tient à la Galerie Gagosian à Paris en mars 2011 : Une collection de dix pièces uniques composée de bijoux en matières précieuses intégrée dans un socle sculpté en pierre dure. Chacune de ces pièces hybrides, dotée de fausses appellations scientifiques telles que L. Es Delirium Flash, Quo Caïnus Magic Disco et Heroïna Romanticam Dolorosa, contient un élément amovible et peut être exposée comme « un bijou au repos, en attente d’être porté. »
En janvier et mars 2014 se tient la seconde exposition personnelle des créations uniques « Animalvegetablemineral » de Victoire de Castellane à la Galerie Gagosian Davis Street, Londres et Gagosian Madison Avenue, à New York.

## Vie privée
Victoire de Castellane vit à Paris avec son mari Thomas Lenthal, directeur artistique et fondateur du magazine Paradis. Elle a trois enfants d’un mariage précédent avec Paul-Emmanuel Reiffers (épousé en 1991) et une fille de son union avec Thomas Lenthal.

## Distinctions et décoration
- 2009 : reçoit le Prix de la mode à la 26e soirée annuelle de The Fashion Group International « Night Of Stars » à New York
- 2007 : nommée au grade de chevalier de la Légion d’honneur[14]
- 2015 : reçoit le Visionaries Award par le Musée d'Art et de Design de New York

## Ouvrages
- (en) Michele Heuze (préf. Victoire de Castellane), Dior Joaillerie : : The Beauty and Craftsmanship of Dior Fine Jewelry, Rizzoli International Publications, février 2012, 300 p. (ISBN 978-0-8478-3718-2)

- Galerie Gagosian (préf. Louise Neri), Victoire de Castellane : Fleurs d’excès, Paris, Gagosian Gallery, 2011, 90 p. (ISBN 978-1-935263-34-0)
- (en) Eric Troncy et Victoire de Castellane (photogr. Guido Mocafino), Belladone Island, Steidl, octobre 2007, 80 p. (ISBN 978-3-86521-478-2, présentation en ligne)
- Nathalie Azoulai (ill. Victoire de Castellane), J'aime pas mes cheveux !, Paris, Albin Michel Jeunesse, 2017, 40 p. (ISBN 978-2-226-40112-0)
- Nathalie Azoulai (ill. Victoire de Castellane), Qui veut avoir des yeux bleus ?, Paris, Gallimard Jeunesse, 2018 (ISBN 978-2-07-510614-6)
- Olivier Gabet, Dior Joaillerie : L'Abécédaire de Victoire de Castellane, Éditions Rizzoli, février 2020, 352 p. (ISBN 978-0-8478-6803-2)
- Eric Reinhardt (préf. Olivier Gabet, photogr. Jean-Vincent Simonet), Christian Louboutin Exhibition(niste), Éditions Rizzoli, coll. « Rizzoli NY », février 2020, 288 p. (ISBN 978-0-8478-6828-5), « Victoire de Castellane », p. 86